# 下堡坪乡
下堡坪乡，是中华人民共和国湖北省宜昌市夷陵区下辖的一个乡镇级行政单位。

## 行政区划
下堡坪乡下辖以下地区：
下堡坪村、蛟龙寺村、九山坪村、马鬃岭村、赵勉河村、秀水坪村、磨坪村和十八湾村。